# Saint-Sébastien-de-Morsent
Saint-Sébastien-de-Morsent là một xã của tỉnh Eure, thuộc vùng Normandie, miền bắc nước Pháp.